# Inmigración irlandesa en Argentina
La inmigración irlandesa en Argentina es el movimiento migratorio de personas oriundas de Irlanda hacia territorio argentino. Dicha corriente migratoria se destacó por ser numerosa, dando origen a una comunidad hiberno-argentina de tamaño considerable, ubicándose entre las más grandes del mundo fuera de Irlanda.
A diferencia de otras migraciones en Argentina, la llegada de irlandeses al país se inició desde épocas muy tempranas de la historia argentina, siendo parte de ella y contribuyendo incluso a la población y al surgimiento del Estado Argentino, formando un pilar importante de la inmigración en Argentina y de la diáspora irlandesa en general. Inmigrantes irlandeses de Westmeath, Longford, Offaly (en los Midlands irlandeses), Wexford y otros condados de Irlanda llegaron a la Argentina, principalmente desde 1830 hasta 1930, con la ola más grande teniendo lugar en 1850-1870. Aproximadamente el cincuenta por ciento de los inmigrantes volvieron a Irlanda o se trasladaron a Inglaterra, los Estados Unidos, Australia y otros países. La moderna comunidad irlandesa en Argentina se compone de varios de sus descendientes, ya sea de manera única o parcial, junto con otras ascendencias, estimándose un número entre quinientos mil y un millón de personas. En Argentina vive la quinta comunidad irlandesa más grande del mundo, aunque insignificante comparada con la de las islas británicas, Estados Unidos y otros países. La mayoría de los descendientes de irlandeses en Argentina se identifican con otros orígenes además de Irlanda, ya que aparte de los ancestros irlandeses tienen ancestros españoles, italianos, nativos, etc.

## Historia

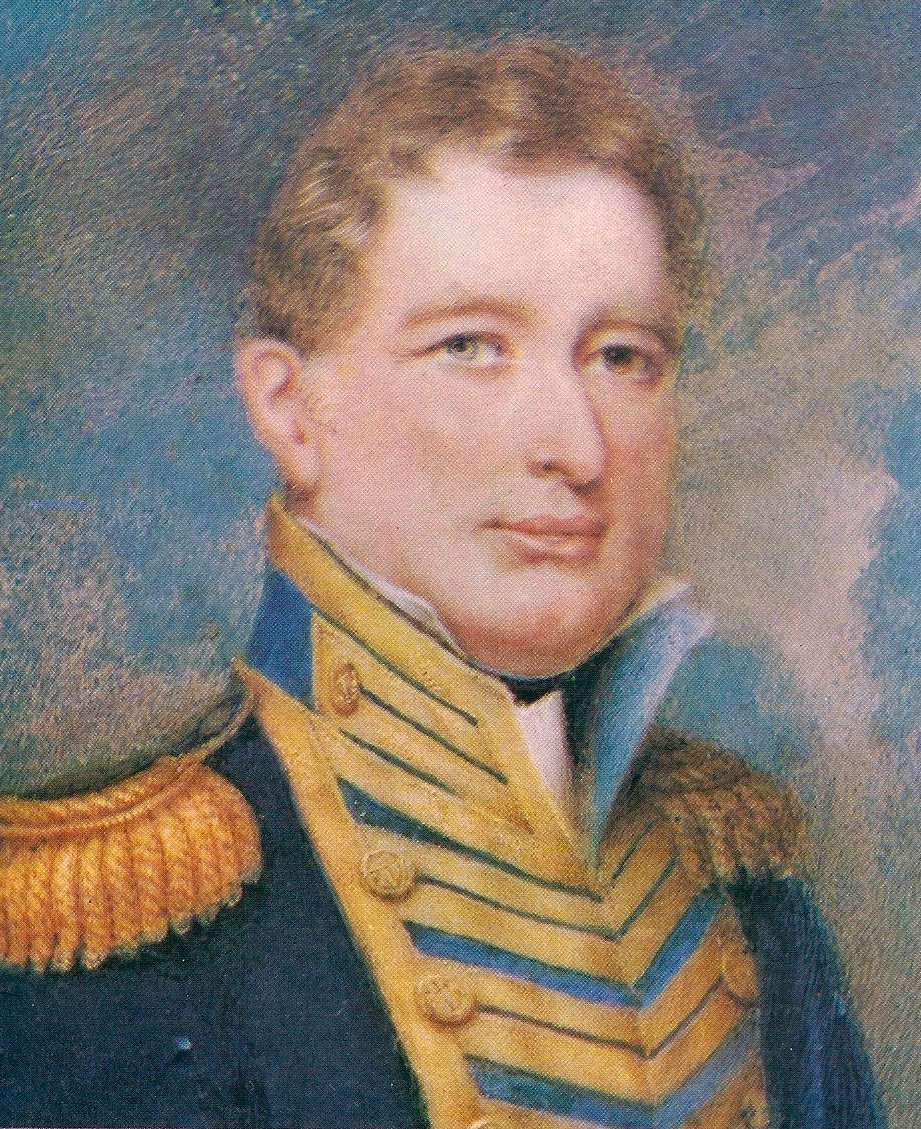
Almirante Brown (miniatura de Henry Hervè, 1825). Brown es considerado como el Padre de la Armada Argentina.

La mayoría de los emigrantes que salieron de Irlanda, llegaron a Buenos Aires atraídos por la posibilidad de mejores condiciones de vida, ya que las condiciones económicas, sociales y políticos en Irlanda en ese momento eran muy pobres, aunque los emigrantes provenían de los condados y segmentos sociales donde las condiciones económicas no eran del todo peor (Westmeath, Longford, Offaly y Wexford). Otros, a su vez, se fueron después de recibir las descripciones favorables del país de amigos y familiares que ya habían llegado en la Argentina. La posibilidad real o percibida de convertirse en propietarios de tierras en la región del Río de la Plata (Argentina y Uruguay), y por lo tanto incorporarse como terratenientes a la América del Sur, fue el factor más importante que atrajo a miles de jóvenes de la zona. Otros habían llegado antes, como comerciantes, artesanos y mercenarios, como William "Guillermo" Brown, quien luchó por la causa de la independencia argentina y la guerra de Argentina contra Brasil. Para los inmigrantes irlandeses, las nuevas tierras del Cono Sur de Sudamérica trajeron un mayor interés en materia de inmigración para la compra de grandes extensiones de tierras a precios reducidos, trabajando primero como mano de obra, a continuación, en "mitades" o "tercios" en el negocio de la cría de ovejas, y finalmente, el alquiler y la compra de tierras.

## Número de inmigrantes
Es difícil calcular con precisión el número exacto de inmigrantes irlandeses. Muchos irlandeses recién llegados declararon ser ingleses, ya que toda Irlanda en ese momento seguía siendo parte del Reino Unido, y otros simplemente fueron catalogados como ingleses por las autoridades, ya que les convenía pasar por ingleses. Los registros de inmigración en Buenos Aires carecen de cualquier entrada que daten de antes de 1822 y los años 1823, 1824, 1836, 1840, 1841, 1842 y 1855. Los registros de entre estos años son también incompletos, debido a los conflictos sobre quienes eran irlandeses, ingleses y escoceses en la demografía de América del Sur. De todos modos, puede calcularse que en el siglo que transcurre a partir de 1829, unos cincuenta mil inmigrantes nacidos en Irlanda llegaron a Argentina. De ellos solo el cincuenta por ciento se quedó en Argentina.

## Actividades económicas

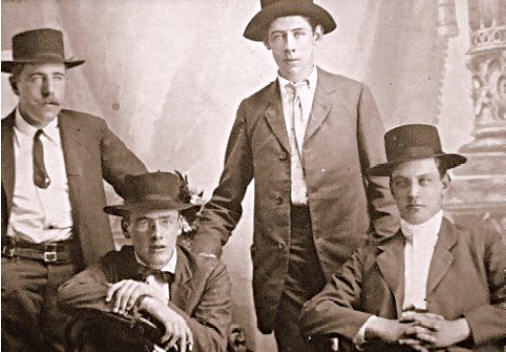
Un grupo de hombres irlandeses en Argentina en el.

Los inmigrantes irlandeses se establecieron principalmente en la Ciudad (Autónoma) de Buenos Aires, en la Provincia de Buenos Aires, y las provincias del litoral. Los que estaban en las zonas urbanas trabajaban como obreros, comerciantes, empleados, artesanos, maestros, profesionales y, cada vez más después de la década de 1860 y, especialmente, para las mujeres, en el servicio doméstico. Los irlandeses en el campo trabajaban como obreros rurales, ganaderos y pastores. Aquellos que estaban en el floreciente negocio de cría de ovejas de 1840-1890 tenían más probabilidades de tener éxito trabajando como pastores y compartiendo la mitad o un tercio de la producción de lana y corderos. De esta manera, algunos de ellos (muy pocos en comparación con el total) lograron alquilar y comprar más tarde la tierra.
En Curumalal y Venado Tuerto, el señor Eduardo Casey ayudó a poblar las provincias agrícolas con escasa población, invitando a más inmigrantes irlandeses y de otra índole a Argentina para trabajar para él. Este sistema de recomendación fue muy activo y con cantidades casi ilimitadas de la tierra disponible, muchos inmigrantes irlandeses fueron para mejorar económicamente. Esta industria se expandió a otros lugares, finalmente floreciendo en el resto de Santa Fe, Entre Ríos y Córdoba, iniciándose así, la colonización irlandesa en el interior del país.

## El asunto Dresde
El asunto Dresde marcó el fin de la emigración irlandesa masiva a Argentina. Los inmigrantes irlandeses menos afortunados fueron reclutados en las décadas de 1870 y 1880 entre los segmentos pobres de Dublín, Cork y otros condados, y enviados como colonos a la Argentina. Los agentes irlandeses-argentinos contratados por el gobierno provincial de Buenos Aires trabajaron activamente en Irlanda y fueron pagados por el estado y las compañías navieras. En 1889, se produjo el conocido como asunto Dresde, cuando los agentes Buckley O'Meara y John Stephen Dillon enviaron 1 774 emigrantes en el vapor Ciudad de Dresde. Muchos murieron por las condiciones del viaje o al llegar a Buenos Aires. Unos setecientos fueron llevados a Bahía Blanca para establecer allí la colonia irlandesa de Napostá, que en pocos meses fue un fracaso. La gran mayoría de estos inmigrantes no se quedaron en el país y lucharon por regresar a Irlanda o volver a emigrar a los Estados Unidos y otros lugares. Después del asunto de Dresde, en 1889, el arzobispo de Cashel, Thomas Croke, escribió: "conjuro solemnemente a mis compatriotas más pobres, ya que valoran su felicidad en el futuro, a que nunca pongan un pie en la República Argentina, por muy tentados que puedan sentirse a hacerlo por las ofertas de un pasaje o por la seguridad de viviendas confortables."

## Actividades deportivas
El señor Juan Ravencroft habla a sus amigos inmigrantes irlandeses del "Hurlingham Club" de Londres y les manifiesta sus deseos de formar en la zona oeste de Buenos Aires,una entidad similar, una entidad dedicada a la práctica del Polo y el Hurling, un deporte de origen irlandés parecido al Hockey sobre césped, pero de características más violentas. La práctica de este deporte fue lo que motivó primeramente el nombre del club, para luego dar nombre a la ciudad de Hurlingham. Sin embargo, luego el hurling fue perdiendo interés en los 30s y muchos jugadores de Hurling empezaron a jugar al rugby.

## Legado
Los sacerdotes y las monjas irlandesas que llegaron a la Argentina no dejaron ninguna familia, pero dejaron una impresión espiritual gracias a aquéllos que trabajaron como maestros, enfermeras y ministros. 
Los sacerdotes y misioneros irlandeses no católicos fueron también fundamentales en muchos casos para el desarrollo de nuevas obras en los lugares más pobres del país. 
Los que llegaron por razones económicas, profesionales o políticas tenían familias y sus nombres han sido transmitidos hasta nuestros días. 
La gran mayoría de los irlandeses que se quedaron en las pampas pasaron a integrarse en la sociedad argentina. Sus descendientes formaron familias con descendientes de inmigrantes italianos, españoles, rusos y muchos otros, y también con descendientes de esclavos africanos e indígenas. La mayor parte de los irlandeses se integró en la población anónima y multicultural que dio origen a la clase media urbana argentina. Una festividad típicamente irlandesa, la Fiesta de San Patricio, ha tomado carta de ciudadanía en Argentina.